# Margarita de Austria (1567-1633)
Margarita de Austria (en alemán, Margaretha von Österreich; Wiener Neustadt, 25 de enero de 1567-Madrid, 5 de julio de 1633) fue una archiduquesa de Austria, miembro de la Casa de Habsburgo, hija del emperador Maximiliano II de Habsburgo y de su esposa, María de Austria y Portugal.

## Biografía
Nacida en Wiener Neustadt, hacía el número quince —y la quinta hija— de los dieciséis hijos que tuvieron sus padres, de los que solo nueve sobrevivieron a la infancia. Desde su infancia, fue profundamente influenciada por el estricto catolicismo de su madre. En 1582, la emperatriz María regresó a su tierra natal, España, de forma permanente, llevando a su joven hija sobreviviente, Margarita, con ella. Margarita tomó el velo monástico con el nombre de Margarita de la Cruz, como monja clarisa en el Monasterio de Santa Clara de las Descalzas Reales, en Madrid, donde murió a los sesenta y seis años. 
Margarita estuvo a punto de convertirse en la quinta esposa de su tío, el rey Felipe II de España, al que rechazó diciendo: "como he de casar con un rey de la tierra si ya he sido pedida por un señor más grande, el rey del Cielo".
Pidió a su sobrino, Felipe III, poder traer a su sobrina-nieta segunda, Catalina de Este, al convento para asegurar su educación y una cierta continuidad dinástica en el convento, aunque esta murió prematuramente en 1628, antes de profesar. Asimismo pidió también al rey poder traer a otra sobrina, Ana Dorotea, hija de Rodolfo II, con igual intención, llegando la niña en 1621 al mismo. Posteriormente esta profesó bajo el nombre de sor Ana Dorotea de la Concepción y consiguió asegurar la presencia de la casa de Austria en el convento mediante la educación y posterior profesión de su sobrina-bisnieta Mariana y su sobrina-tataranieta Margarita de Austria.
Murió en el convento a las cinco de la tarde del 5 de julio de 1633, dándole sepultura al día siguiente en un espacio inmediatamente inferior a la de su madre. Sus honras fúnebres se realizaron en el mismo convento los días 18 y 19 de julio, en las mismas predicó fray Hortensio Paravicino. Fue enterrada en el mismo convento.
Su sobrina lejana, Margarita de Austria, profesó  en el mismo convento bajo el nombre de sor Margarita de la Cruz en recuerdo de su tía.